# Francis Grier
Francis John Roy Grier (né le 29 juillet 1955 à Kota Kinabalu, Malaisie), est un compositeur classique et psychanalyste anglais. 

## Biographie
Francis Grier est choriste à la chapelle St George, au château de Windsor, élève à Eton College et étudiant au King's College, Cambridge, puis organiste adjoint et organiste (1981-1985) de la cathédrale Christ Church d'Oxford. Il réalise de nombreux enregistrements et émissions en tant qu'organiste et directeur de choeur, notamment en jouant La Nativité du Seigneur d'Olivier Messiaen lors du tout premier concert de bal consacré à un artiste solo. 
En tant que pianiste de musique de chambre, il joue avec la soprano Dorothee Jansen en duo depuis leur récital inaugural à l'été 2000. 
En tant que compositeur, il écrit beaucoup pour la tradition chorale anglicane avec plusieurs œuvres de grande envergure. Il écrit également  de nombreuses pièces instrumentales. 
Sa dernière œuvre, The Passion, pour chœur, solistes et orchestre, est créée en mars 2006 à Minneapolis par le VocalEssence Ensemble Singers, dirigé par Philip Brunelle. L'œuvre est présentée en première britannique le mois suivant à Cambridge par les BBC Singers . 
Il accompagne également ses enfants, la violoniste Savitri Grier (16 ans) et la violoncelliste Indira Grier (14 ans). 
Francis Grier est également un psychanalyste qui maintient une pratique privée et est chercheur invité au Tavistock Marital Studies Institute.